# Agathis alvarengai
Agathis alvarengai är en stekelart som beskrevs av De Santis 1975. Agathis alvarengai ingår i släktet Agathis och familjen bracksteklar. Inga underarter finns listade i Catalogue of Life.